# エドモン・ド・ゴンクール

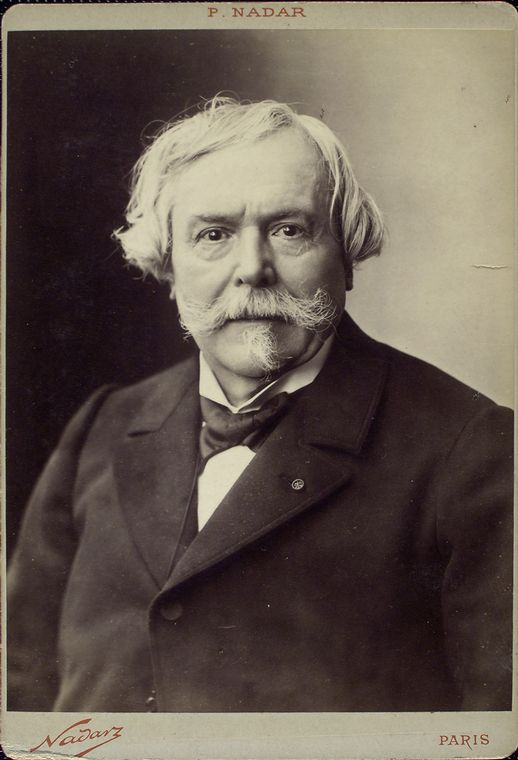
エドモン・ド・ゴンクール晩年の肖像（ナダール撮影）

エドモン・ド・ゴンクール（フランス語: Edmond de Goncourt フランス語発音: [ɛdmɔ̃ də ɡɔ̃kuʁ]、1822年5月26日 - 1896年7月16日）はフランスの作家、美術評論家。
弟ジュール・ド・ゴンクールと共同制作したゴンクール兄弟として著名である。兄弟の共同作品で約30冊の小説、歴史書などを公刊した。小説家としては自然主義に属した。

## 生涯と著述
1822年5月26日、ナンシーで生まれた。祖父は弁護士で、土地を購入してフランス王ルイ16世により貴族に叙され、父はナポレオン・ボナパルト期の陸軍士官だった。
弟ジュール・ド・ゴンクールとは常に共同で執筆し、エドモンが口述、ジュールが筆記した後、2人で推敲して著作を完成させた。梅毒により、1870年に弟ジュールが病没した時は、兄エドモンは筆を取れないほどだったが、弟の遺稿を添削する事などで徐々に立ち直り、没する寸前まで小説や評伝、美術評論など約10数冊の作品を著述した。
1851年から共作で書かれ始めた『日記（Journal des Goncourt）』（全9巻）が著名。19世紀フランス文壇のみならず社会全般にわたり、赤裸々に書かれている。晩年（1887年から1896年）に、一部が公刊され反響が大きかった。交流相手の作家はフローベルやゴーティエ、バルザック、サント＝ブーヴなどである。
晩年は歌麿、北斎等の浮世絵を始めとした近世日本美術の紹介に務め、ジャポニスムの先駆者の1人となった。これには越中国（富山県）高岡出身の画商林忠正の協力が大きく、『日記』にも多く登場している。
1896年7月16日、シャンプロゼで死去した。遺言により遺産を基に、文学賞としてゴンクール賞が創設され、1902年にアカデミー・ゴンクールが発足した。
永井荷風は『江戸芸術論』で、紹介文「ゴンクウルの歌磨及北斎伝」を著した。また野口米次郎や後藤末雄、画家ノエル・ヌエットによる解説著作がある。
没後60年を経た1956年に、完全版を刊行しようとしてアルフォンス・ドーデ（晩年に弟のように接し、その邸宅で急逝した）の子孫から、訴訟沙汰起され一時取り止めになったが、後に公刊された。日本人ではパリ万国博覧会関係で、総理大臣に就いた西園寺公望や松方正義等が登場する。

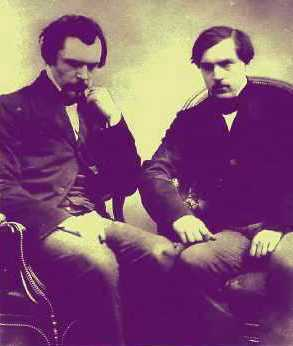
エドモン（左）、ジュール（右） ナダール撮影

## 著作

### 弟ジュールとの共同執筆
- 『18××年』（En 18…、1854年[3]）
- 『大革命期のフランス社会史』（1854年、歴史[3]）
- Portraits intimes du XVIIIe siècle（1857年、歴史[2]）
- 『マリ・アントアネット伝』（Histoire de Marie-Antoinette、1858年、歴史[3]）
- 『18世紀の芸術』（L’Art du XVIIIe siècle、1859年 – 1875年、歴史[8]）
- 『シャルル・ドゥマイイ』（Charles Demailly、1860年[3]）
- 『尼僧フィロメーヌ』（Sœur Philomène、1861年、小説[3]）
- 『18世紀の女性』（La Femme au XVIIIe siècle、1862年、歴史[8]）
- 『ルネ・モープラン（フランス語版）』（Renée Mauperin、1864年、小説[1]）
- 『ジェルミニー・ラセルトゥー（英語版）』（Germinie Lacerteux、1865年、小説[9]）
- 『マネット・サロモン』（Manette Salomon、1867年、小説[1]）
- 『ジェルベゼ夫人』（Madame Gervaisais、1869年、小説[3]）
- 『日記（英語版）』（Journal、9巻、1887年 – 1896年出版[2]） - 最初はジュールとエドモンの兄弟2人で書いていたが、1870年のジュールの死以降は、兄エドモンが没時まで継続。
- 『売笑婦エリザ』（La Fille Eliza、1877年） - 途中でジュールが亡くなったため兄エドモンが完成。

### ジュールの没後、エドモン単独で執筆した作品
- 『ザンガノ兄弟』（Les Frères Zemganno、1879年、小説[3]） - 空中ブランコ乗りの兄弟の物語。
- La Maison d'un Artiste tome 1（1881年）
- La Maison d'un Artiste tome 2（1881年）
- La Faustin（1882年）
- 『シェリー』（Chérie、1884年、小説[3]）
- 『歌麿』（Outamaro、1891年、浮世絵研究書[3]）
- 『北斎』（Hokousaï、1896年、浮世絵研究書[3]）。[10]

### 日本語訳
- 『ゴンクールの日記 文学生活の手記』（大西克和ほか訳、角川書店（全6巻）、1959年 - 1966年）
最終6巻目のみ山田爵・斎藤一郎訳。1884年分までの訳書。初刊は鎌倉文庫（全3巻、1947年）
全9巻予定だったが、訳者が訳している最中に急逝。
- 『ジェルミニー・ラセルトゥウ Germinie Lacerteux』（共同作品、大西克和訳、岩波文庫、復刊1993年、2010年2月）
田山花袋等、日本の自然主義文学に影響を与えた。1950年に初版。
- 『ゴンクール兄弟の見た 18世紀の女性』（兄弟での共著、鈴木豊訳、平凡社、1994年）
- 『ゴンクールの日記』（斎藤一郎編訳、岩波書店、1995年）
  - 改訂版：岩波文庫（上・下）、2010年1月-3月 - 文壇、日本美術関係が中心の抜粋訳。
- 『歌麿』（隠岐由紀子訳、平凡社東洋文庫、2005年12月）、Kindle版(電子書籍)も刊
- 『北斎 十八世紀の日本美術』（隠岐由紀子訳、平凡社東洋文庫、2019年11月）

## 関連文献
- 斎藤一郎『ゴンクール兄弟とその時代』（水声社、2021年9月）
- 鈴木淳『エドモン・ド・ゴンクール著『北斎』覚書』（ひつじ書房、2022年8月）
- 小山ブリジット『夢見た日本 エドモン・ド・ゴンクールと林忠正』

高頭麻子・三宅京子訳（平凡社、2006年）。著者はフランス人女性の日本研究者。
- 木々康子『林忠正 浮世絵を越えて日本美術のすべてを』（ミネルヴァ書房〈日本評伝選〉、2009年）
- シンポジウム『林忠正　ジャポニスムと文化交流』（ブリュッケ、2007年）